# Alta Vista (Kansas)
Alta Vista – miasto w Stanach Zjednoczonych, w stanie Kansas, w hrabstwie Wabaunsee.